# يان ديفيد سنكلير
يان ديفيد سنكلير (بالإنجليزية: Ian David Sinclair)‏ هو سياسي كندي، ولد في 27 ديسمبر 1913 في وينيبيغ في كندا، وتوفي في 7 أبريل 2006 في أوكفيل في كندا. حزبياً، نشط في الحزب الليبرالي الكندي. وقد انتخب عضو مجلس الشيوخ الكندي.